# أكياس الثنايا الصوتية

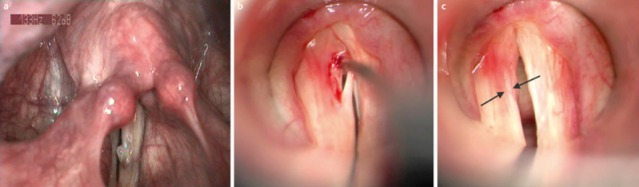
أكياس الثنايا الصوتية بعد الجراحة

أكياس الثنايا الصوتية (بالإنجليزية: Vocal Fold Cysts) هي كتل حميدة في الطيات الصوتية الغشائية. هذه الأكياس عبارة عن هياكل مغلقة شبيهة بالأكياس ذات لون أصفر أو أبيض. تحدث من جانب واحد في منتصف الحافة الوسطى من الطيات الصوتية. يمكن أن تتكون أيضًا على السطح العلوي للطيات الصوتية. يوجد نوعان من أكياس الطيات الصوتية:
1. أكياس الثنايا الصوتية تحت الظهارية- توجد في الصفيحة السطحية المخصصة للطيات الصوتية.
2. أكياس الثنايا الصوتية للحبل - تقع داخل الطبقات العميقة من الصفيحة المخصصة أو على الحبل الصوتي.

تتنوع أعراض أكياس الثنايا الصوتية، ولكن الأكثر شيوعًا تشمل صوت أجش ومشاكل في نبرة الصوت. تشخص أكياس الثنايا الصوتية بناءً على تاريخ الحالة، والفحص الإدراكي، وتصوير الحنجرة. يوصى بممارسة العناية الصوتية الجيدة للوقاية من تكيس الطيات الصوتية. يتضمن العلاج الأولي للأكياس العلاج الصوتي لتقليل السلوكيات الصوتية الضارة. إذا بقيت الأعراض بعد علاج الصوت، فقد يحتاج المرضى لعملية جراحية لإزالة الكيس. تتبع الجراحة عادةً إراحة الصوت والمزيد من العلاج الصوتي لتحسين وظيفة الصوت. يمكن أيضًا معالجة الأكياس باستخدام حقن ستيرويد الطيات الصوتية.

## علم الأنسجة
تتكون الطيات الصوتية من ثلاث طبقات أساسية؛ الظهارة، و الصفيحة المخصصة (التي تحتوي على طبقات سطحية ومتوسطة وعميقة) وعضلة الغدة الدرقية. تظهر أكياس الطيات الصوتية بشكل شائع في الجزء السطحي من الصفيحة المخصصة، ويؤثر حجم الكيس على طبيعة هذه الطبقة ما يجعلها أكثر صلابة. تحتوي حدود كيسات الطيات الصوتية على خلايا حرشفية أو طلائية. في حالة الأكياس المتبقية، تتكون الحدود من ظهارة غدية. التكيسات البشرانية تشبه إلى حد بعيد أكياس البشرة التي يمكن أن تحدث في أي مكان في الجسم.

## أنواع أكياس الحبل الصوتي
الأكياس تحت الظهارية (المعروفة أيضًا باسم أكياس الاحتباس المخاطي) هي آفات مغلقة تحدث نتيجة تراكم الأنسجة على الطيات الصوتية. توجد عادةً في الجزء الأوسط من الصفيحة العلوية المخصوصة للطيات الصوتية. الخراجات تحت الظهارية صغيرة وبيضاء اللون. عادة لا يؤدي وجودهم على الطيات الصوتية إلى تعطيل اهتزاز الطيات الصوتية من أجل الكلام (المعروفة باسم الموجة المخاطية).
أكياس الرباط (المعروفة أيضًا باسم أكياس البشرة) هي آفات مغلقة تحدث بالقرب من الحبل الصوتي في الطبقات العميقة من الصفيحة المخصوصة. عادة ما تكون أكياس الأربطة أكبر في الحجم من الأكياس تحت الظهارية. وهي صفراء اللون، وعلى عكس التكيسات تحت الظهارية، يُلاحظ وجودها عادةً لتعطيل الموجة المخاطية للطيات الصوتية في المنطقة المحيطة بالكيس.

## العلامات والأعراض
تتميز أكياس الطيات الصوتية تحت الظهارية وأكياس الطيات الصوتية بالرباط بأعراض متشابهة. قد يتأثر وجود الأعراض وشدتها بموقع الكيس وحجمه.
تشتمل الأعراض الشائعة على ما يلي:
- صوت أجش
- عدم القدرة على إنتاج نغمات عالية
- التعب عند الكلام
- نطاق الملعب محدود
- ألم بالقرب من الحنجرة
- الاختلافات في طبقة الصوت عند التحدث

قد تبقى علامات وأعراض كيسات الطيات الصوتية مستقرة أو تزداد بمرور الوقت. في حالات نادرة، من الممكن أيضًا أن تتحسن الأعراض إذا تمزق الكيس تلقائيًا. تميل الأعراض التي تؤثر على جودة الصوت إلى التفاقم بعد التحدث لفترات طويلة من الوقت، أو عند التحدث بصوت مرتفع. كثير من الأفراد الذين يستخدمون أصواتهم بشكل احترافي يجدون حتى وجود أعراض طفيفة مشكلة. ومع ذلك، لا يتأثر بعض المتخصصين في الصوت بوجود الأكياس الصوتية.